# Antim Angelescu
Antim Angelescu (n. 18/30 septembrie 1893, Moșești, România – d. 8 februarie 1980, Buzău, România) a fost un cleric și publicist român, care a îndeplinit funcțiile de arhiereu vicar al Mitropoliei Olteniei (1943-1944) și episcop al Buzăului (1944-1979).

## Studii
A absolvit școala primară în satul natal (1906), cursul inferior la Seminarul „Nifon” din Buzău (1911) și cursul superior la Seminarul Central din București (1915). În 1916 se înscrie la Facultatea de Teologie din București, dar o întrerupe, fiind mobilizat la Compania a III-a sanitară, luând parte la luptele din zona Mărășești (18 noiembrie 1917 - 31 ianuarie 1918). După război, continuă facultatea și, în paralel, audiază și cursuri de pedagogie, obținând în 1921 licența în teologie și diploma de absolvire a Seminarului Pedagogic Universitar din București. Doctor în teologie la București cu teza Psihologia vieții religioase a copilului și a adolescentului, cu aplicațiuni la învățământul religios (1939). A urmat, în 1925-1926, ca bursier al Patriarhiei Române, cursurile Facultății de Teologie Protestantă din Montpellier, predate, între alții, de către Leon Maury, una dintre personalitățile de vază ale protestantismului francez.

## Activitatea profesională
Preot în parohiile: Căbești - Tutova (1918), Cândești - Buzău (1918-1919), Rușețu - Buzău (1919-1920) și la Brăila la bisericile „Sf. Ilie” (1920-1921) și „Sf. Apostoli Petru și Pavel” (1921-1942). Paralel cu cariera de preot a funcționat ca profesor la Școala Normală de Băieți din Brăila (1 septembrie 1922 - 1 septembrie 1923), Seminarul Teologic din Galați (1 aprilie 1922 - 1 septembrie 1923) și Liceul „N. Bălcescu” din Brăila (1925-1942). Membru în Consistoriul Eparhial (1921-1928) și, ca reprezentant al preoțimii brăilene, membru în Adunarea Eparhială (1932-1942), președinte al secției Brăila a Asociației Generale a Clerului și director al Căminului Cultural Orășenesc Central din acest oraș. A fost membru în diferite asociații culturale. Între 1933-1936 editează, ca organ al Asociației preoților din Brăila, gazeta Viața creștină. A colaborat la diferite reviste și publicații bisericești între care Biserica Ortodoxă Română, Noua revistă bisericească, Viitorul, Misiunea creștină, Crucea, Îngerul, Cronica Hușilor ș.a. De asemenea, a colaborat la Calendarul de sub conducerea lui Nichifor Crainic și la Cuvântul de sub direcția lui Nae Ionescu. A tipărit cărțile: Un an printre protestanți (Brăila, 1927), Biserica și sectele (Brăila, 1928) și Întruparea Domnului (1943). În noiembrie 1942 intră în monahism, schimbându-i-se numele din Anton în Antim. Îndată este înălțat la rangul de arhimandrit și numit vicar al Mitropoliei Olteniei. La 19 decembrie 1943 este hirotonit arhiereu, iar la 11 ianuarie 1944 este ales episcop al Buzăului, conducând această eparhie până la 1 septembrie 1979, când s-a retras din motiv de boală. A condus cu înțelepciune, tact și blândețe timp de 36 de ani această eparhie, căreia i-a pus temelii trainice.
A apărut în filmul Mihai Viteazul (1971) în rolul arhiereului care-l încoronează pe Mihai Viteazul ca domn al celor trei țări române.

## Distincții
- Ordinul „Steaua Republicii Populare Romîne” clasa a III-a (30 decembrie 1957) „cu ocazia celei de a zecea aniversări a proclamării Republicii Populare Romîne și pentru merite deosebite în îndeplinirea sarcinilor date de Partidul Muncitoresc Romîn, pentru merite deosebite pe tărîmul construcției de stat, economice, sociale, culturale și obștești”[4]